# Správní obvod obce s rozšířenou působností Veselí nad Moravou
Správní obvod obce s rozšířenou působností Veselí nad Moravou je od 1. ledna 2003 jedním ze tří správních obvodů rozšířené působnosti obcí v okrese Hodonín v Jihomoravském kraji. Čítá 22 obcí.
Města Veselí nad Moravou, Strážnice a obec Velká nad Veličkou jsou obcemi s pověřeným obecním úřadem.

## Seznam obcí
Poznámka: Města jsou vyznačena tučně.
- Blatnice pod Svatým Antonínkem
- Blatnička
- Hroznová Lhota
- Hrubá Vrbka
- Javorník
- Kněždub
- Kozojídky
- Kuželov
- Lipov
- Louka
- Malá Vrbka
- Moravský Písek
- Nová Lhota
- Radějov
- Strážnice
- Suchov
- Tasov
- Tvarožná Lhota
- Velká nad Veličkou
- Veselí nad Moravou
- Vnorovy
- Žeraviny

## Obyvatelstvo
| Rok  | Obyv.  | ± %    |
| ---- | ------ | ------ |
| 1869 | 28 367 | —      |
| 1880 | 30 757 | +8,4 % |
| 1890 | 31 503 | +2,4 % |
| 1900 | 33 380 | +6 %   |
| 1910 | 34 713 | +4 %   |

| Rok  | Obyv.  | ± %     |
| ---- | ------ | ------- |
| 1921 | 34 436 | −0,8 %  |
| 1930 | 34 541 | +0,3 %  |
| 1950 | 33 379 | −3,4 %  |
| 1961 | 37 523 | +12,4 % |
| 1970 | 40 048 | +6,7 %  |

| Rok  | Obyv.  | ± %    |
| ---- | ------ | ------ |
| 1980 | 42 495 | +6,1 % |
| 1991 | 41 554 | −2,2 % |
| 2001 | 40 644 | −2,2 % |
| 2011 | 38 104 | −6,2 % |
| 2021 | 35 620 | −6,5 % |